# Arnannguaq Høegh
Pour les articles homonymes, voir Høegh.
 (avril 2025).
La mise en forme du texte ne suit pas les recommandations de Wikipédia : il faut le « wikifier ».
Les points d'amélioration suivants sont les cas les plus fréquents :
- Les titres sont pré-formatés par le logiciel. Ils ne sont ni en capitales, ni en gras.
- Le texte ne doit pas être écrit en capitales (les noms de famille non plus), ni en gras, ni en italique, ni en « petit »…
- Le gras n'est utilisé que pour surligner le titre de l'article dans l'introduction, une seule fois.
- L'italique est rarement utilisé : mots en langue étrangère, titres d'œuvres, noms de bateaux, etc.
- Les citations ne sont pas en italique mais en corps de texte normal. Elles sont entourées par des guillemets français : « et ».
- Les listes à puces sont à éviter, des paragraphes rédigés étant largement préférés. Les tableaux sont à réserver à la présentation de données structurées (résultats, etc.).
- Les appels de note de bas de page (petits chiffres en exposant, introduits par l'outil «  Source ») sont à placer entre la fin de phrase et le point final[comme ça].
- Les liens internes (vers d'autres articles de Wikipédia) sont à choisir avec parcimonie. Créez des liens vers des articles approfondissant le sujet. Les termes génériques sans rapport avec le sujet sont à éviter, ainsi que les répétitions de liens vers un même terme.
- Les liens externes sont à placer uniquement dans une section « Liens externes », à la fin de l'article. Ces liens sont à choisir avec parcimonie suivant les règles définies. Si un lien sert de source à l'article, son insertion dans le texte est à faire par les notes de bas de page.
- La présentation des références doit suivre les conventions bibliographiques. Il est recommandé d'utiliser les modèles {{Ouvrage}}, {{Chapitre}}, {{Article}}, {{Lien web}} et/ou {{Bibliographie}}. Le mode d'édition visuel peut mettre en forme automatiquement les références.
- Insérer une infobox (cadre d'informations à droite) n'est pas obligatoire pour parachever la mise en page.

Pour une aide détaillée, merci de consulter Aide:Wikification.
Si vous pensez que ces points ont été résolus, vous pouvez retirer ce bandeau et améliorer la mise en forme d'un autre article.
Arnannguaq Høegh (1956-2020) était une artiste visuelle groenlandaise qui a eu un impact durable sur l'art groenlandais. S'inspirant de la nature et des paysages de son pays, elle a créé plusieurs œuvres graphiques, ainsi que des sculptures, des peintures abstraites et d'autres formes d'expression artistique.

## Biographie

### Enfance
Arnannguaq Høegh est née le 11 novembre 1956 dans une petite ville du sud du Groenland appelée Qaqortoq. Elle est la fille de Kaj Høegh, concepteur de bâtiments, et de Stina Jakobsen, gestionnaire de bureau. Elle commence à créer de l'art dès l'âge de 14 ans et exposera plus tard ces œuvres au festival Aasivik en 1978 et 1980. Durant son adolescence, elle profite d'un stage avec l'artiste danoise Bodil Kaalund. Cette expérience l'a façonnée pour devenir l'artiste qu'elle est devenue.

### Éducation
Høegh a fréquenté de nombreuses institutions académiques et artistiques au cours de sa vie.
- École d'art de Holbæk, Danemark (1975)
- Eskimo Graphic Workshop, Cape Dorset, Canada (1976)
- Nova Scotia College of Art and Design, Halifax, Canada (1977)
- Académie des beaux-arts d'Oslo (1979–1981)
- Académie des beaux-arts de Copenhague, spécialisation en arts graphiques (1981–1982), puis en pédagogie artistique (1982–1985)[3]

Sa formation à Halifax a contribué à rapprocher l’art groenlandais et canadien à travers ses œuvres.

## Carrière artistique

### Style et techniques d'art
Le style d'art d'Arnannguaq Høegh se distingue des autres artistes par son originalité et le symbolisme qu'elle intègre. Plutôt que de représenter la réalité de manière linéaire, elle combinait différents éléments du monde naturel et humain dans des compositions denses et mouvantes. Également, Høegh a été fortement inspirée par la nature et les paysages de son pays. Dans ses œuvres graphiques, elle utilisait l'encre et la gravure pour créer différents motifs géométriques. Cela démontre qu'en tant qu'artiste, elle ne se limitait pas à un style précis. Elle explorait diverses techniques et abordait dans ses œuvres des enjeux sociaux et politiques, comme la pollution ou la lutte contre la chasse au phoque. Ses médiums les plus populaires étaient l'aquarelle, le graphisme, le dessin, la sculpture et les techniques mixtes.

### Rôle dans l'éducation
Arnannguaq Høegh a joué un rôle central dans la formation artistique au Groenland. En 1991, elle devient directrice de l'école d'art à Nuuk. Avant ce poste, elle travaillait à l'école comme enseignante d'art. Sous sa direction, elle a constamment soutenu les échanges culturels entre les régions inuites. En 1990, elle organise un voyage d’études pour ses étudiants afin de visiter l’atelier de sculpture réputé d’Uelen, en Sibérie – une initiative qui témoigne de son engagement envers le dialogue artistique circumpolaire et la transmission des savoirs traditionnels. Elle a occupé ce poste pendant 27 ans, et elle décède le 15 octobre 2020.

## Principales œuvres
- « The Fighters » (1974)
- « Autumn » (1979)
- « Cod Dance » (1980)
- « Crawling Inside My Heart » (1980)[3]
- « Kotzebue » (1986)[4]

## Impact
Son rôle de directrice de l'école d'art fut long et important. Elle a contribué à la reconnaissance de l'art groenlandais. Son héritage est très important pour l'histoire de l'art et celle du Groenland. Après sa mort, le musée Nuukkunst a inauguré une exposition en son honneur de 2022 à 2023.

## Expositions

### Expositions collectives
- Greenlandic Art Today, Centre d’art d’Aarhus (1974)
- Musée de Qaqortoq, Julianehåb (1975)
- Commune de Sisimiut, Holsteinsborg (1977)
- Forsamlingshuset, Nuuk (1979)
- Kulturer mødes, Groenland, Copenhague, Paris, École technique danoise (1979)
- The Arctic, exposition organisée par l’UNESCO (1983)
- Nordisk kunsten, Nuuk (1987)
- Nyere grafik groenlandaise, Maison des Groenlandais, Copenhague (1989)
- 7 artistes groenlandais, Haute école Knud Rasmussen, Sisimiut, Holsteinsborg (1990)
- Sculptures groenlandaises, Bibliothèque principale de Gladsaxe (1993)
- Le kayak volant, Brandts Klædefabrik (1994)[3]

### Expositions individuelles
- Inuusuttut Allaffianni, Narsaq (1975)
- École secondaire, Iqaluit (1976)

- Vancouver, Canada (1977)[3]
- Musée Nuukkunst (2023)[1]